# Together (álbum de Marcus & Martinus)
Together —en español: Juntos— es el tercer álbum de estudio del dúo noruego Marcus & Martinus. Su primer álbum de estudio de larga duración en Inglés. El álbum fue lanzado por Sony Music Entertainment el 4 de noviembre de 2016 y debutó en el número 1 en la lista noruega VG-lista y la sueca Sverigetopplistan.

## Sencillos
"Girls" fue lanzado como el primer sencillo del álbum el 20 de mayo de 2016. La canción ha alcanzado su punto máximo en el número 1 en la lista de singles de Noruega y el número 40 en la de Suecia. "Heartbeat" fue lanzado como el segundo sencillo del álbum el 24 de mayo de 2016. La canción ha alcanzado su punto máximo en el número 21 en la lista de sencillos de Noruega y el número 61 en la lista de Suecia. "I Don't Wanna Fall in Love" fue lanzado como el tercer sencillo del álbum el 27 de mayo de 2016. La canción ha alcanzado su punto máximo en el número 37 en la lista de singles de Noruega. "Light It Up" fue lanzado como el cuarto sencillo del álbum el 29 de julio de 2016. La canción ha alcanzado su punto máximo en el número 9 en la lista de singles de Noruega y el número 23 en la lista de singles de Suecia. "One More Second" fue lanzado como el quinto sencillo del álbum el 20 de octubre de 2016. La canción ha alcanzado su punto máximo en el número 30 en la lista de singles de Noruega y el número 57 en la lista de singles de Suecia. "Go Where You Go" fue lanzado como el sexto sencillo del álbum el 28 de octubre de 2016. "Without You" fue lanzado como el séptimo sencillo del álbum el 2 de noviembre de 2016. "Bae" fue lanzado como el octavo sencillo del álbum el 4 de marzo de 2017. la canción no entró en la lista de singles de Suecia, pero alcanzó su punto máximo al número 1 en las canciones Heatseeker de Suecia.

## Lista de canciones
- Edición estándar

| N.º   | Título                                    | Escritor(es)                                                                             | Productor(es)                                                                 | Duración |  |
| 1.    | «Girls» (con Madcon)                      | Magnus Bertelsen, Erik Fjeld, La Verdi, Ida Wærdahl, Yosef Woldemariam, Tshawe Baqwa     | Magnus Bertelsen, Erik Fjeld                                                  | 3:28     |  |
| 2.    | «Without You»                             | Magnus Bertelsen, Jimmy Burney, Anderz Wrethov, Joseph Lee, La Verdi, Kristian Rønningen | Magnus Bertelsen, Jesper Borgen                                               | 3:12     |  |
| 3.    | «Light It Up» (con Samantha J.)           | Fjeld, Wærdahl, Nathaniel Anthony Hewitt, Anthony Webb                                   | Fjeld                                                                         | 3:14     |  |
| 4.    | «One More Second»                         | Magnus Bertelsen, Jesper Borgen, Marcus Ulstad Nilsen, La Verdi                          | Magnus Bertelsen, Fjeld, Marcus Ulstad Nilsen, Jens Hjertø, Andreas Sjo Engen | 3:21     |  |
| 5.    | «Heartbeat»                               | Magnus Bertelsen, Fjeld                                                                  | Magnus Bertelsen, Fjeld                                                       | 2:45     |  |
| 6.    | «Go Where You Go»                         | Magnus Bertelsen, Martinus Gunnarsen, La Verdi                                           | Magnus Bertelsen, Robbin Söderlund                                            | 2:54     |  |
| 7.    | «Hey You»                                 | Magnus Bertelsen, Fjeld, Borgen, Magnus Clausen                                          | Magnus Bertelsen, Fjeld                                                       | 2:46     |  |
| 8.    | «Bae»                                     | Magnus Bertelsen, Borgen, Oda Evjen, Gjøvåg, La Verdi, Ulstad Nilsen                     | Magnus Bertelsen                                                              | 3:04     |  |
| 9.    | «I Don't Wanna Fall in Love»              | Magnus Bertelsen, Fjeld, Borgen, Clausen                                                 | Magnus Bertelsen, Fjeld                                                       | 3:11     |  |
| 10.   | «Together»                                | Magnus Bertelsen, Borgen Oda, Evjen Gjøvåg, Ulstad Nilsen                                | Magnus Bertelsen                                                              | 2:47     |  |
| 11.   | «Girls» (con Madcon) (Alex Mattson Remix) | Magnus Bertelsen, Fjeld, Wærdahl, La Verdi, Woldemariam, Baqwa                           |                                                                               | 3:10     |  |
| 12.   | «Heartbeat» (Maybon Remix)                | Magnus Bertelsen, Fjeld                                                                  |                                                                               | 3:17     |  |
| 37:09 |                                           |                                                                                          |                                                                               |          |  |

## Posicionamiento
| Lista (2016)                        | Mejor posición |
| ----------------------------------- | -------------- |
| Dinamarca (Hitlisten)               | 11             |
| Finlandia (Suomen Virallinen Lista) | 14             |
| Noruega (VG-lista)                  | 1              |
| Polonia (ZPAV)                      | 19             |
| Suecia (Sverigetopplistan)          | 1              |